# 1334
1334. је била проста година.

## Догађаји
- Српско-византијски рат (1334) Сукоб византијског цара Андроника III Палеолога са Српским краљевством завршио је мировним споразумом.

## Смрти
- Папа Јован XXII

- Сиргијан Палеолог

- Филип Савојски